# Бангладешско-ливийские отношения
Бангладешско-ливийские отношения — двусторонние дипломатические отношения между Бангладеш и Ливией.

## История
Ливия является частью региона Магриба. Путешественник XIV века Ибн Баттута упоминал в своей книге о присутствии магрибцев в Бенгалии в то время, в основном как торговцев. Он писал о неком Мухаммаде аль-Масмуди, который жил там со своей женой и слугой.
Во время Освободительной войны Бангладеш 1971 года ливийские F-5 были развернуты на авиабазе Саргодха, возможно, как потенциальное учебное подразделение для подготовки пакистанских пилотов. Лидер Ливии Муаммар Каддафи лично направил резко сформулированное письмо премьер-министру Индии Индире Ганди, союзнице бангладешского движения мукти-бахини, в котором он её обвинил в агрессии против Пакистана.

## Современные отношения
У Бангладеш есть постоянный посол в Ливии. Посольство Ливии находится в Дакке. 
В октябре 2011 года правительство Бангладеш признало Переходный национальный совет Ливии. 
В феврале 2017 года посольство Бангладеш подверглось нападению в Триполи.  
В мае 2020 года 26 бангладешских мигрантов были убиты торговцами людьми во время бойни в Мизде.

## Экономические отношения
С 1974 года Ливия вербует рабочих-мигрантов из Бангладеш. В 2009 году Бангладеш подписал соглашение об отправке 1 миллиона рабочих в Ливию. 
В мае 2015 года Ливия запретила перевоз бангладешских рабочих-мигрантов из-за опасений, что они нелегально мигрируют в Европу через Ливию. 
По состоянию на сентябрь 2015 года в Ливии насчитывалось около 37 тысяч «сильных» бангладешцев. К апрелю 2017 года их количество упало до 20 тысяч. 
В мае 2017 года Бангладеш стала крупнейшим источником мигрантов в Европу через Ливию. До этого в апреле верховный главнокомандующий ливийской армией Халифа Хафтар ввёл иммиграционый запрет на проживание и выдачу визу для граждан Бангладеш, а также Йемена, Судана, Пакистана, Ирана и Сирии.